# لكمة بن دعبان

تعديل مصدري - تعديل

لكمة بن دعبان هي إحدى قرى عزلة القارة بمديرية رصد التابعة لمحافظة أبين، بلغ تعداد سكانها 227 نسمة حسب تعداد اليمن لعام 2004.